# Chiuiești
Chiuiești é uma comuna romena localizada no distrito de Cluj, na região histórica da Transilvânia. A comuna possui uma área de 112.51 km² e sua população era de 2678 habitantes segundo o censo de 2007.